# Сатир, Вирджиния
Вирджи́ния Сати́р (англ. Virginia Satir; 26 июня 1916, Висконсин  — 10 сентября 1988, Пало-Алто) — американский психолог, психотерапевт. Идеи Вирджинии Сатир оказали большое влияние на развитие семейной психотерапии.

## Биография
Вирджиния Сатир родилась 26 июня 1916 года на ферме близ поселка в штате Висконсин. Вирджиния была старшей из пятерых детей в семье. Отец происходил из семьи крестьян и ремесленников. Сатир описывает его как простого, малообразованного мужчину. Мать происходила из воспитанных мещанских кругов и была сильной, доминирующей женщиной, большое внимание уделявшей воспитанию детей. Различное происхождение и различие характеров были причиной напряжений в семье. Отец чувствовал себя нелюбимым мужем. Мать, в свою очередь, обвиняла его в безответственности. Это привело к напряжению атмосферы в семье, на что чувствительная Вирджиния часто реагировала болезнью. Долгие годы у неё были проблемы с желудком. Она также легко поддавалась инфекциям. Вирджиния часто страдала, поскольку не могла понять конфликта родителей.
В пять лет В. Сатир пережила несколько месяцев госпитализации из-за разрыва аппендикса, в то время, как её родители находились на грани развода. Тогда она заявила, что намерена быть «судьей над родителями». Возможно, именно ссоры между родителями побудили её стать семейным психотерапевтом.
В 1927 году семья переезжает в Милуоки. Здесь В. Сатир окончила школу и педагогический колледж, после чего шесть лет работала учителем в школе. В это же время В. Сатир посещает курсы социального работника в Чикаго и изучает психоанализ. В 1942 году получает степень магистра психологии. В этот период В. Сатир активно занималась частной психотерапевтической практикой.
В 1951 году В. Сатир работала с двадцативосьмилетней клиенткой, страдающей шизофренией. В процессе работы В. Сатир пришла к выводу, что  консультировать  нужно не  отдельного человека, а семью в целом. Впоследствии эта идея стала важным элементом её работы с клиентом — составление так называемой «семейной карты», на которой отмечались значимые события в семье за несколько поколений.
С 1955 по 1958 г. участвовала в программе психологии семьи Института психиатрии штата Иллинойс. В 1959 году В. Сатир принимает приглашение участвовать в создании научно-исследовательского института психики в Пало-Алто, в котором проработала до 1966 года. Она была назначена руководителем отдела образования, под её руководством появилась первая в США образовательная программа для семейных психотерапевтов.
В 1973 году В. Сатир становится профессором университетов Висконсина и Чикаго.
В 1977 году В. Сатир создала Avanta Network. Члены Avanta Network, прежде всего, занимаются всевозможной поддержкой   моделей психотерапии, которые ведут к росту личности.
В мае 1987 года В. Сатир посещает СССР.
Вирджиния Сатир была дважды замужем. Неудачная беременность навсегда лишила В. Сатир шансов стать матерью. Пытаясь компенсировать отсутствие детей, В. Сатир удочерила двух девушек.
10 декабря 1988 года Вирджиния Сатир скончалась в кругу близких людей в своем доме в Пало-Алто.

## Научная и общественная деятельность
Одной из наиболее инновационных идей Сатир была «проблема представления», заключающаяся в том, что для человека наибольшую проблему представляет некий образ трудности в то время, как реальной проблемой являются способы преодоления этих трудностей человеком. Одной из наиболее распространенных проблем, по Сатир, является низкая самооценка, или униженное чувство собственного достоинства. Эта проблема формируется у ребенка до пяти лет в отношении к нему родителей.
В 1964 году Сатир написала книгу об общей семейной терапии, родившейся из описания учебного курса для студентов. С каждой последующей публикацией популярность Сатир росла, она ездила с обучающими семинарами по всей Америке, и вскоре уже путешествовала по миру, презентуя свои методы, была даже в Советском Союзе (1987). В 70-80-х организацией «Группа развития психиатрии» (Group of Advancement of Psychiatry) был проведен опрос среди психотерапевтов, согласно которому техники и приемы Вирджинии Сатир оказали на практиков наибольшее влияние.
Получив международное признание, Сатир стала заниматься дипломатической деятельностью, используя принципы взаимоуважения и конструктивного диалога для разрешения национальных и политических конфликтов. Преследуя идею установления мира на всей Земле, в 1977 г. она основала сеть AVANTA, по сей день занимающуюся изучением человеческих ресурсов, оказанием поддержки организациям и помощи людям в принятии на себя ответственности за свою жизнь, здоровье, отношения с другими.

## Концепция Сатир
1. Семья, в которой мы выросли, во многом определяет наше поведение и установки.
2. Семья — это система, а поэтому она стремится к равновесию, для поддержания которого порой в ход идет навязывание ролей членам семьи, система запретов, нереальные ожидания.
3. Нарушения в системе семьи порождают низкую самооценку и защитное поведение, так как человек все равно будет стремиться повысить самооценку и оберегать её от нападок извне.
4. В каждом человеке достаточно сил для личностного роста и здоровой активной жизни.
5. Всегда есть возможности для личностного роста, но психотерапевтическую работу нужно проводить на уровне «процессов», а не «содержания».
6. Процесс изменений захватывает всего человека и включает несколько стадий.

(Лойшен, 2001)

## Вклад в НЛП
Практика работы с семьей, в которой двадцативосьмилетняя пациентка болела шизофренией, позволила Сатир понять, что «двойные послания» матери являются фактором расщепления личности её пациентки (словесно — одно, эмоционально — другое). Важность невербальных паттернов коммуникации была подробно изучена Бендлером и Гриндером, которые использовали её техники как одну из трех фундаментальных моделей разработанной ими системы НЛП (нейро-лингвистического программирования).

## Награды
- 1976 — Золотая медаль «За выдающееся и последовательное служение человечеству» Чикагского университета;
- 1978 — Почетная степень Доктора Общественных наук в университета Висконсина-Мадисона;
- 1982 — Выбрана Правительством ФРГ как один из двенадцати самых влиятельных лидеров в мире сегодня;
- 1985 — Журнал Time пишет: «Она может заполнить любую аудиторию в стране», после её звездного вклада в Развитие Конференции по Психотерапии в Финиксе, штат Аризона;
- 1985 — Выбрана престижной Национальной Академией Практики как один из двух участников для консультирования Конгресса Соединенных Штатов по вопросам медицинских проблем;
- 1986 — Становится членом Международного совета старейшин, состоящего из лауреатов Нобелевской премии мира;
- 1987 — Становится Почетным членом Медицинского Общества Чехословакии;

## Публикации на русском языке
- Сатир В., Как строить себя и свою семью. — М.: Педагогика-Пресс, 1992.
- Сатир В., Бендлер Р., Гриндер Д., Семейная терапия и НЛП. — М.: Институт общегуманитарных исследований, 2000.
- Сатир В., Психотерапия семьи. — М.: Речь, 2001.
- Сатир В., Вы и ваша семья. — М.: Апрель-Пресс, Институт общегуманитарных исследований, 2007.
- Сатир В., Семейная терапия. Практическое руководство. — М.: Институт общегуманитарных исследований, 2009.